# Magyaróvári Viktor
Magyaróvári Viktor (1985. május 12. –), művésznevén Kayamar,  magyar származású előadóművész és zeneszerző.
Kayamar tehetségére 2011-ben figyelt fel a média, amikor megnyerte a T-mobile zeneszerzőversenyét, a Rezene pályázatot. Bár zeneszerzőként is kiemelkedő, mégis különleges, az abszolútnál is pontosabb Hertz-hallása és több mint 5 oktávos hangterjedelme tette az érdeklődés középpontjába. Művésznevét (teljes formájában Kayamar Vorti Virgo) nevének anagrammája adja, amely egyébként saját megfelelője általa grammatikával és szókinccsel létrehozott "érzet alapú" "kamirami” nyelvnek.
„Néha kérdezik, hogy ez miben más, mint a halandzsa. Abban, hogy célja van a kifejezéseknek, és közölni akarok vele.” Zenei stílusa nem könnyen körvonalazható, műveiben mind a kortárs komolyzene, mind a jazz és a populáris könnyűzene elemei megtalálhatóak.

## Élete
Magyaróvári Viktor 1985. május 12-én látta meg a napvilágot Gyulán, majd gyermekkori éveit Mezőhegyesen töltötte, ahol kezdetben még sporttagozatos általános iskolába járt, azonban tehetsége már akkor, fiatal kora ellenére megmutatkozott. „ ... egy békéscsabai meghallgatás után Eckhardt Gábor "figyelt fel rám" és hívott, hogy próbálkozzak meg a Bartók Konziban a felvételivel. "Ezzel foglalkozni kell" - mondta és én hittem neki.”
Ezután a család nemsokára Budapestre költözött, hogy az ifjú zenész 13 évesen a Bartók Béla Konzervatóriumban folytathassa tanulmányait. Itt Ugrin Gábor tanítványa lett, majd a Liszt Ferenc Akadémiára nyert felvételt. Akadémiai évei alatt karvezetés szakra járt, azonban párhuzamosan zeneszerzéssel és énekléssel is foglalkozott (utóbbit Jelinek Gábor tanítványaként). Bár mutálása után egyértelművé vált, hogy hangszalagjai a normálisnál könnyebben és szélesebb tartományban mozognak,  közelítől egy évtizedbe került a mai énektechnikájának kikísérletezése.

## Tehetség

### Hangterjedelem
Kayamar hangterjedelme több mint 5 oktáv, a ’’’háromvonalas C’’’-től a ’’’szubkontra Asz’’’-ig, amely már mélyebb, mint a zongora legmélyebb hangja. (Egyik leghíresebb felvétele az ezt bemutató ’’The Old Ship of Sion’’, amerikai gospel sláger, az eredetileg is rekordmélységű Valor feldolgozáshoz képest fél oktávval mélyebben zárva.

### Hallás
Kayamarnak az abszolút hallásnál is kifinomultabb, úgynevezett "logaritmikus" avagy "Herz-hallása" van, amellyel nem csak egy adott zenei hang pontos magasságát képes megállapítani, de a referenciahangtól való eltérés Herz számát is. Ennek akkor veszi elsősorban hasznát, amikor looper pedállal vagy felvételen saját magára énekel több (akár 64) szólamban. Némelyik darabjában akár nyolcad vagy tizenhatod hangokat is használ, amely alig több mint 3 Herz különbséget jelent.

### "A magyar McFerrin"
Magyaróvári Viktor gyermekkorától kezdve szeret hangjával játszani, improvizálni. Az utcán előforduló zajok, mint a villamos csikordulása vagy egy ceruza koppanása a földön mind-mind inspirációként hatnak rá. Védjegye a többszólamú improvizáció, amelynek során 4-8 szólamban énekel saját magára, a közönségre, vendég szólista dallamára vagy ezekre együtt véve. Ezért nem ritkán hasonlítják az amerikai jazzfenomén Bobby McFerrinhez. Gyakran lép fel együttműködőkkel, mint például a Vox Insana Kamarakórus, vagy szólistákkal mint Sipos Marianna vagy Göncz Renáta, akár alkalmi vagy állandó kórusokra improvizálva.

## Albumai
Music from the wind (2012 demo-album)
1. The Wind Song
2. Dark Desert
3. Underground
4. Shadow Rose
5. The Great Escape
6. Tears Endrolet
7. The Raining Days
8. Come Again
9. Going Places
10. Silence
11. Lines
12. Via Dies Irae – Haragom napja
13. The Spider Web
14. Nature Waves
15. Wind Song Reprise